# St. Kunibert (Köln)

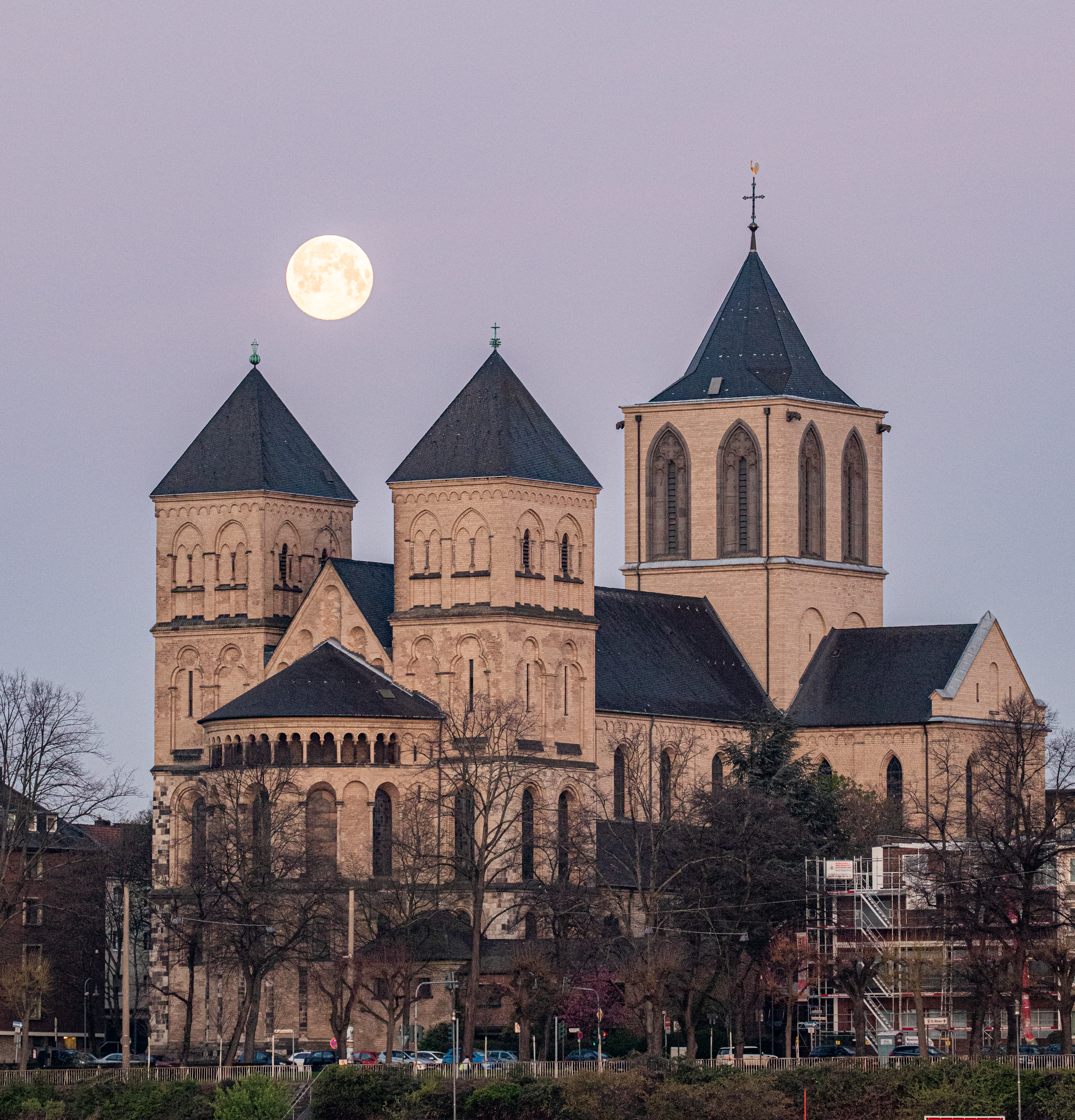
St. Kunibert (2020)

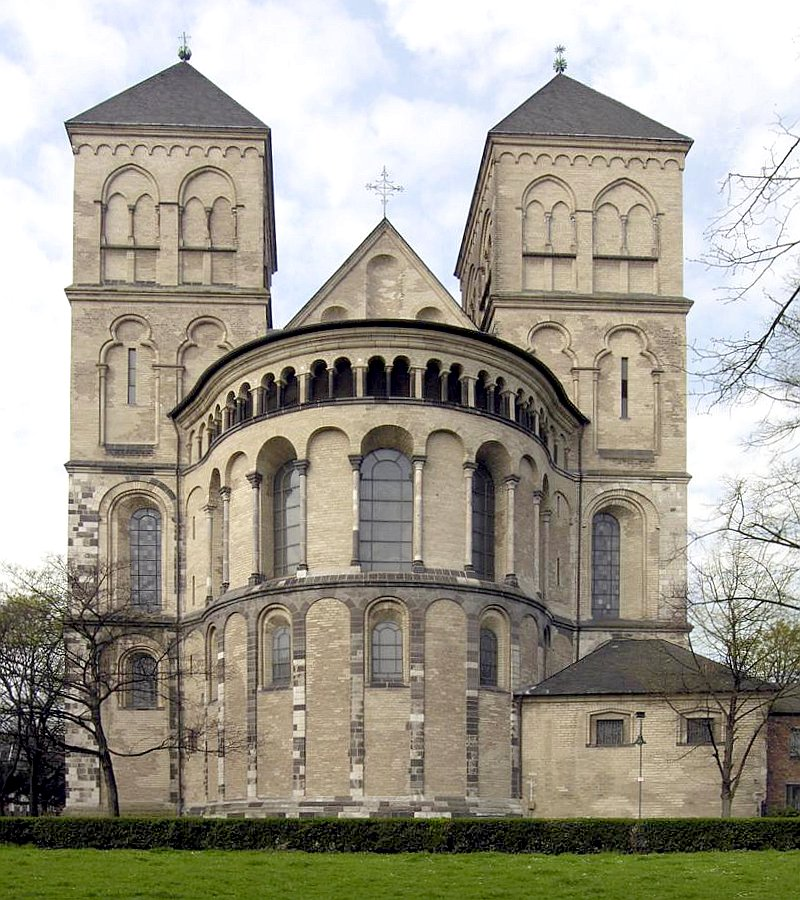
St. Kunibert, Chor und Osttürme

St. Kunibert ist eine der zwölf romanischen Basiliken Kölns. Sie liegt nahe dem Rhein in der nördlichen Altstadt.

## Geschichte

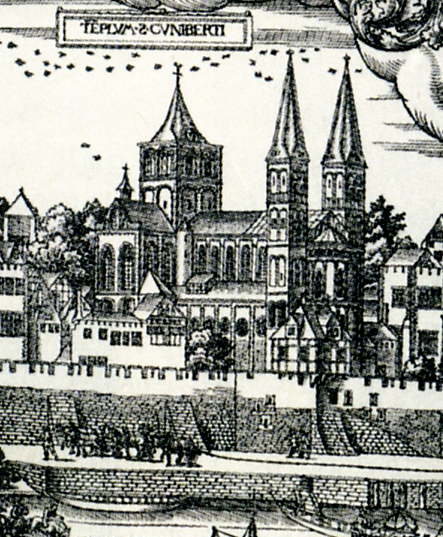
St. Kunibert, Ausschnitt der Stadtansicht von Anton Woensam von 1531

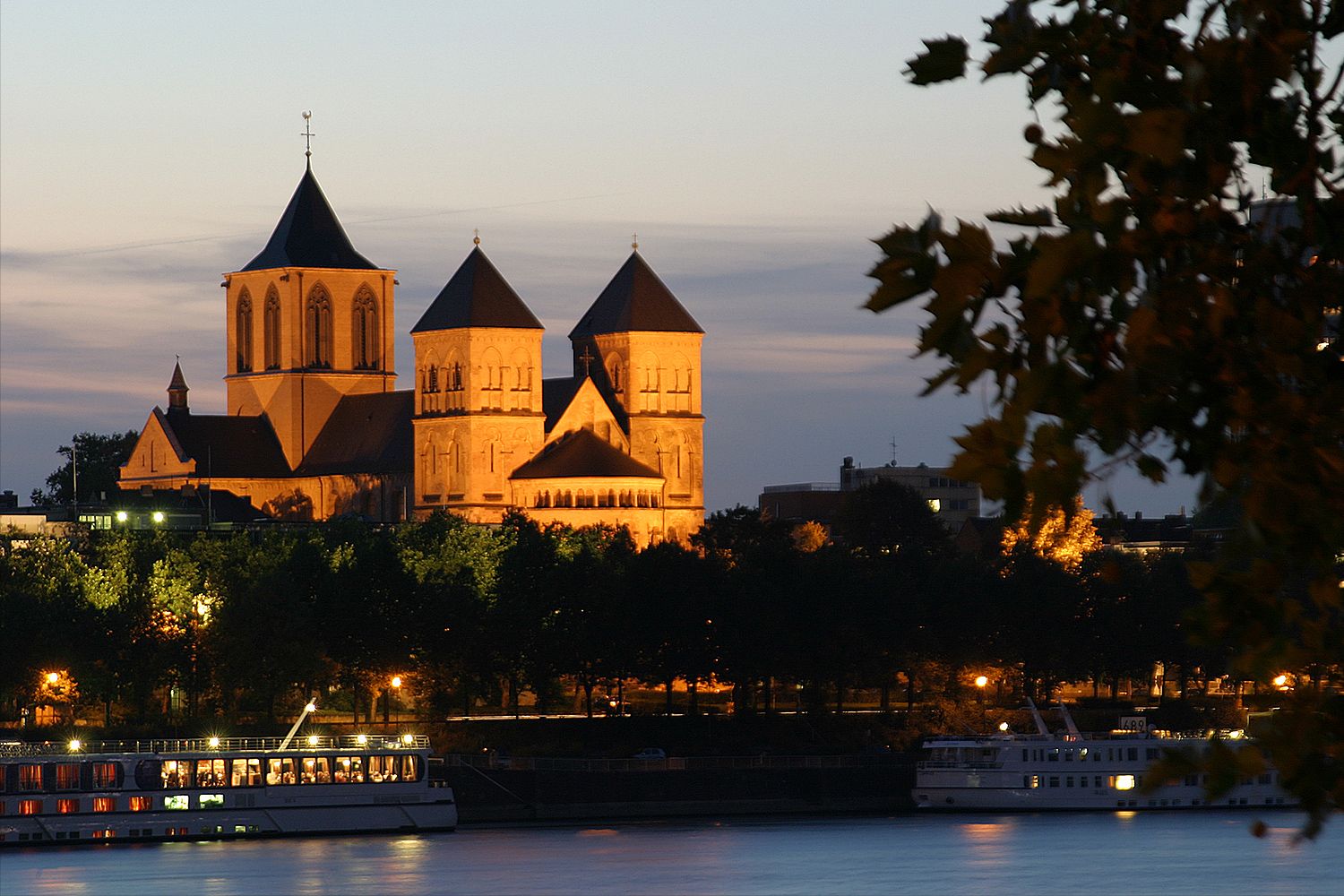
St. Kunibert

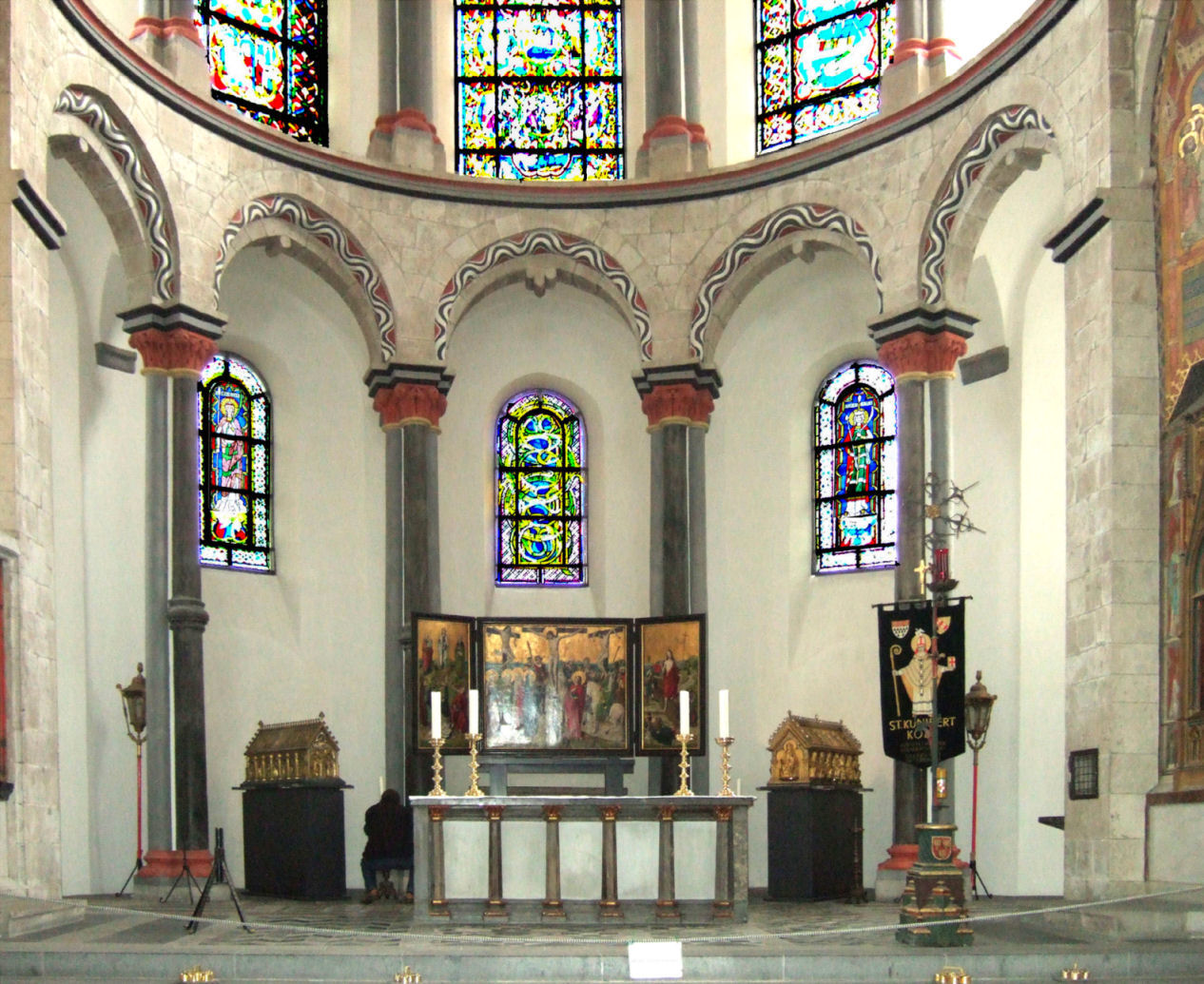
Blick in die untere Ebene der Apsis mit den Fensterbildern von St. Ursula und von St. Cordula aus der Zeit um 1230

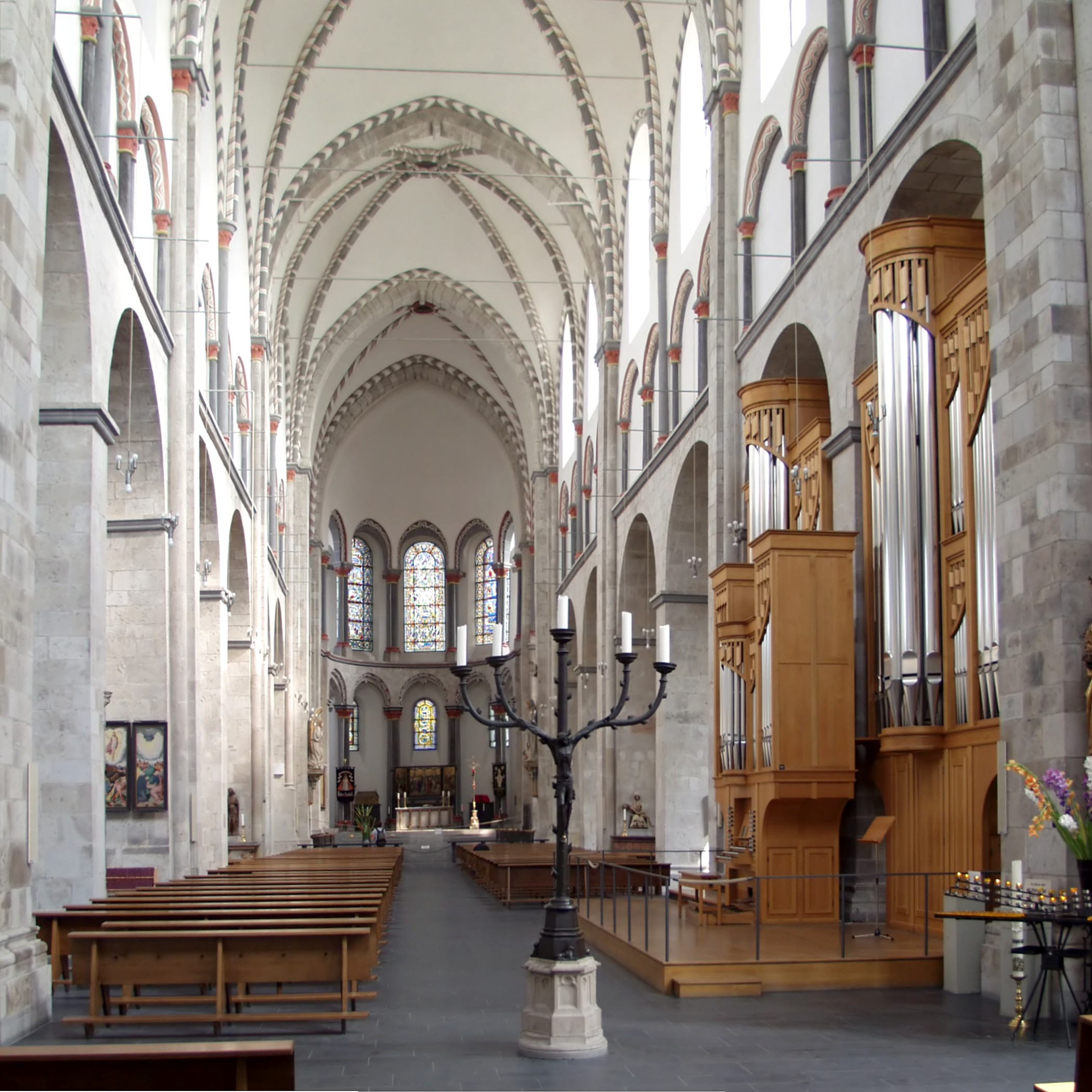
Blick in das Langhaus, rechts die Orgel

Kunibert von Köln, um 600 geboren, Bischof von Köln und Berater von König Dagobert I., stiftete der Legende nach an der Stelle der heutigen Basilika eine Clemens von Rom gewidmete Kirche. Nach seinem Tod wurde er hier seinem Wunsch entsprechend bestattet.
Vor 1210 wurde auf Betreiben des Propstes von St. Kunibert, des späteren Erzbischofs von Trier, Theoderich von Wied, mit dem Neubau einer Kirche begonnen. Zum Ausgleich des Geländegefälles zum Rhein hin entstand als Unterbau eine Krypta. 1226 war der Chor fertiggestellt, und ein Jahr vor dem Baubeginn des gotischen Doms wurde St. Kunibert 1247, durch den Auxiliarbischof Arnold von Semgallen, als Stiftskirche geweiht. Der Kölner Erzbischof Konrad von Hochstaden richtete aus diesem Anlass ein großes Fest für Hochadel und hohe Geistlichkeit aus.
Der erste Westturm über dem Westquerschiff wurde im Juni 1376 ein Raub der Flammen. Er wurde in gotischen Formen erneuert und erhielt einen „Knickhelm“. Ursprünglich war kein Westturm vorgesehen, so war die Statik des Turms prekär. 1830 brach er infolge eines Orkans ein, wurde bis 1860 neu errichtet und sank schließlich im Zweiten Weltkrieg erneut in Trümmer. Am 29. Juni 1944 gingen die Dächer in Flammen auf, 1944 wurde der Westturm von einer Bombe getroffen und stürzte mit Teilen des Querhauses ein. 1945 entstanden weitere Schäden. Nachdem das südliche Seitenschiff notdürftig für Gottesdienste hergerichtet worden war, wurden unter der Leitung von Karl Band der Chor und das Langhaus bis 1955 wieder errichtet; das östliche Turmpaar erhielt diesmal niedrige Pyramidendächer. Die Westteile wurden gesichert, verblieben aber ruinös und wurden vom Langhaus abgetrennt. Erst gegen Ende der 1970er Jahre wurde die Initiative zum Wiederaufbau des Westbaus (Querhaus und Turm) ergriffen. 1993 war der Neuaufbau nach Plänen des Statikers Otmar Schwab und des Architekten Leo Hugot fertiggestellt. Die Kosten trugen das Erzbistum Köln, das Land Nordrhein-Westfalen und der Förderverein Romanische Kirchen Köln, der letztlich als „Motivationshilfe“ für den Wiederaufbau des Westbaus von St. Kunibert auf Initiative vor allem von Hiltrud Kier gegründet worden war und seitdem alle romanischen Kirchen Kölns unterstützt.
St. Kuniberts heutige Gestalt orientiert sich weder vollständig am Vorkriegszustand noch am spätstaufischen Original. Vielmehr wurden vor dem Hintergrund kontrovers geführter Diskussionen Kompromisse eingegangen, die sich auf unterschiedliche Bauzustände in der Geschichte der Basilika beziehen (vgl. Literatur).

## Bau und Ausstattung

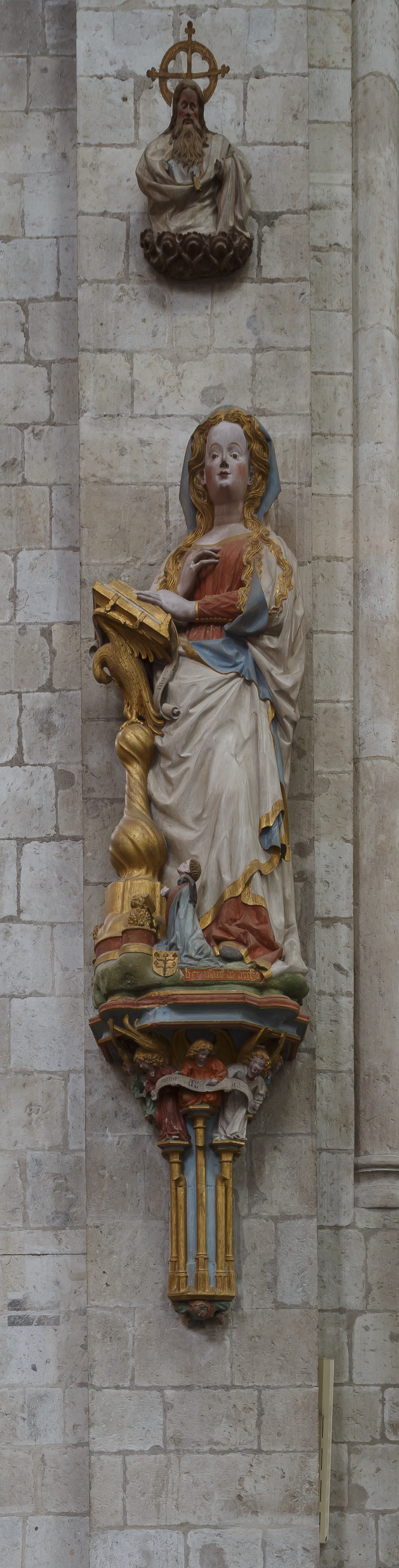
Madonna der Verkündigungsgruppe

Der dreischiffige Kirchenbau ist Kölns jüngste unter den großen romanischen Kirchen und bildet seit 1993 wieder die markanteste Silhouette im Stadtpanorama nördlich des gotischen Kölner Domes. Der späte Zeitpunkt ihrer Errichtung dürfte ursächlich für ihre in sich sehr geschlossene und formenreiche Gestaltung sein. Filigran erheben sich die Außenmauern der Apsis zweigeschossig unter der die Fassade abschließenden Zwerggalerie. Der zwischen den Osttürmen aufragende Giebel des Langhausdaches weist drei strukturierende Nischen auf.
Innen zeichnet sich die nach dem Zweiten Weltkrieg wiederhergestellte Basilika in ihren östlichen Teilen durch einen lichtdurchfluteten, differenziert gestalteten Hallenbau mit Apsis aus. In dieser befinden sich, im Unterschied zu den anderen romanischen Kirchen Kölns, auf zwei Ebenen säulengetragene Laufgänge im „doppelschaligen“ Mauerwerk. Herausragend sind die während des Krieges eingelagerten und deshalb erhalten gebliebenen Originalfenster aus dem frühen 13. Jahrhundert (um 1230). In der oberen Zone ist rechts außen die Legende des Heiligen Kunibert dargestellt, zur Linken die des Heiligen Clemens, während im Mittelfenster das Leben Christi in Form einer „Wurzel Jesse“ dominiert. In den kleineren Fenstern der unteren Zone finden sich die Heilige Ursula (rechts) und die Heilige Kordula (links). Das mittlere ornamentale Symbol-Fenster ist eine Arbeit des Kölner Künstlers Will Thonett aus den 1950er Jahren.
Das Langhaus mit der dreigeschossigen Wandgliederung und dem Rippengewölbe im „gebundenen System“ ruht auf rechteckigen Pfeilern alternierender Dimensionen, deren letztes Paar vor dem östlichen Vierungsbereich durch eine spätgotische (1439 gestiftet vom Stiftsherrn von St. Kunibert, Hermanus de Arcka) Verkündigungsgruppe aus farbig gefasstem Stein ausgezeichnet ist (wahrscheinlich aus der Dombauhütte unter Konrad Kuene van der Hallen). Unter dem Chor liegt die von einer Zentralsäule gestützte Krypta mit dem Kunibertspütz, einem Brunnen wohl aus vorchristlicher Zeit, dessen Wasser Kindersegen versprechen soll. In der im südlichen Querarm eingebauten Taufkapelle finden sich ebenso wie in den beiden Nischen am Beginn der Apsis Reste der ursprünglich reichen Wandmalereien (um 1220/40). Das Fenster in der Apsis der Krypta schuf ebenfalls Will Thonett.
Weitere Höhepunkte der Ausstattung sind Skulpturen der Madonna, des Heiligen Quirinus und eine Pietà, die auch von Konrad Kuene stammt.
Seit 1998 beherbergt St. Kunibert auch wieder das als Folge der Säkularisation veräußerte Triptychon mit einer Kreuzigungsdarstellung des Meisters der Georgslegende. Erhalten blieben ein zwischen Langhaus und Westquerschiff stehender fünfarmiger Bronzeleuchter mit Kruzifixus aus dem ausgehenden 15. Jahrhundert. Weiter zu erwähnen sind zwei Tafelbilder: Eine Gregorsmesse aus gleicher Zeit in der äußersten Chorkapelle sowie ein Flügelaltar mit einer Auferstehungsszene von Bartholomäus Bruyn dem Älteren. Die in der Apsis ausgestellten Schreine für die Reliquien des Heiligen Kunibert und der heiligen Brüder Ewaldi sind Werke des 19. Jahrhunderts.
1993 wurde die neue Orgel mit 41 Registern eingeweiht. Erbauer ist der schweizerische Orgelbau Kuhn. Um den optischen Eindruck des Baus so wenig wie möglich zu beeinflussen, wurde der etwas ungewöhnliche Standort zwischen und vor den Pfeilern, die das Langhaus vom rechten Seitenschiff trennen, gewählt.
1998 wurde eine neue Schatzkammer im Nordarm des wieder aufgebauten Westquerhauses nach dem Entwurf von Ingrid Bussenius eröffnet, die Einblick in weitere Teile des Kirchenschatzes gibt. 24 Reliquienbüsten aus der Zeit von etwa 1320 bis 1500 zählen dazu, ebenso wie zwei Armreliquiare. Zu den modernen Kunstwerken gehören neben den nördlichen Holztüren und dem Kreuzweg von Elmar Hillebrand von 1955 Hanns Rheindorfs Silberkreuz und Tabernakeltür.

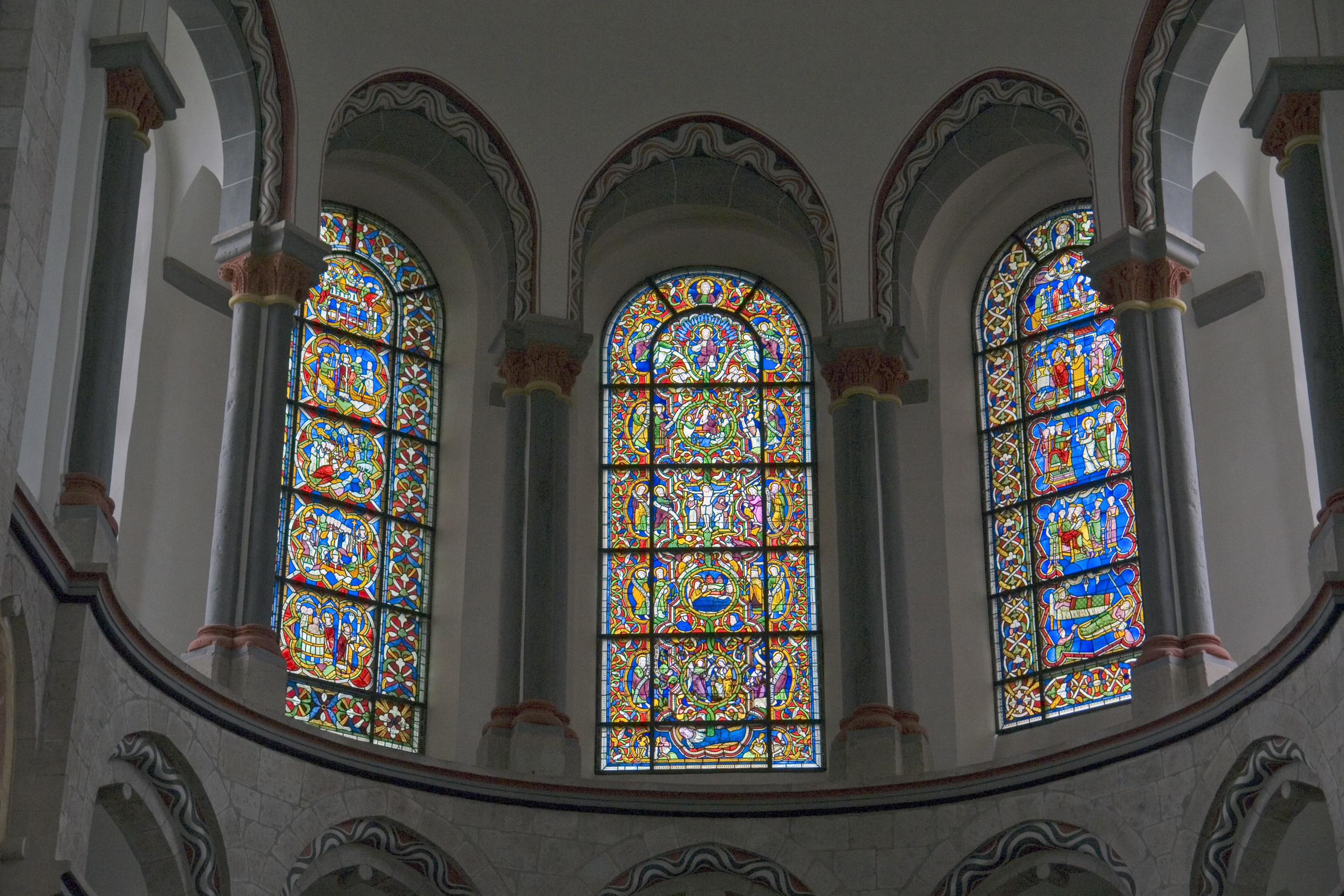
Obere Chorfenster.
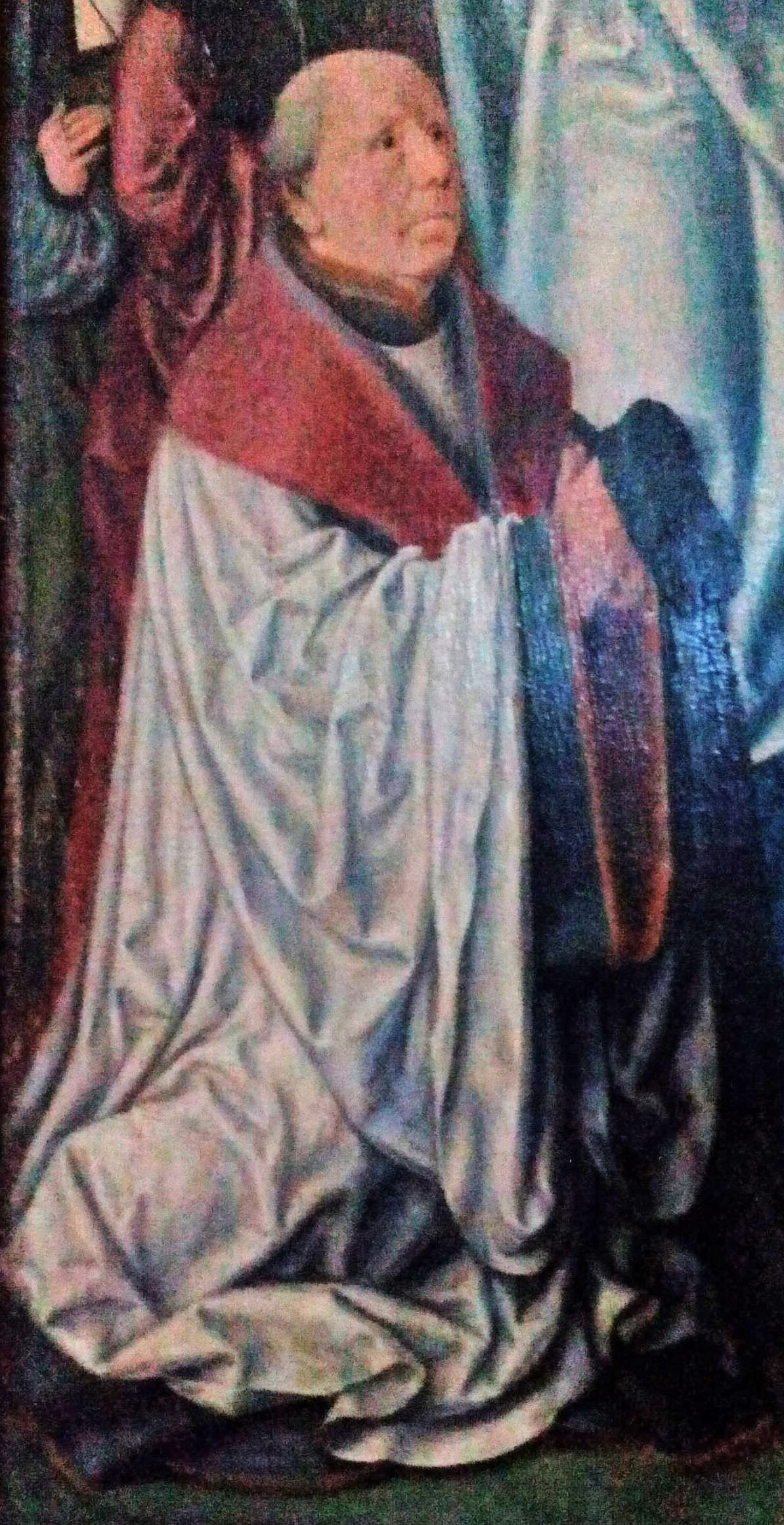
Darstellung eines Propstes von St. Kunibert auf einem Bild in der Kirche.
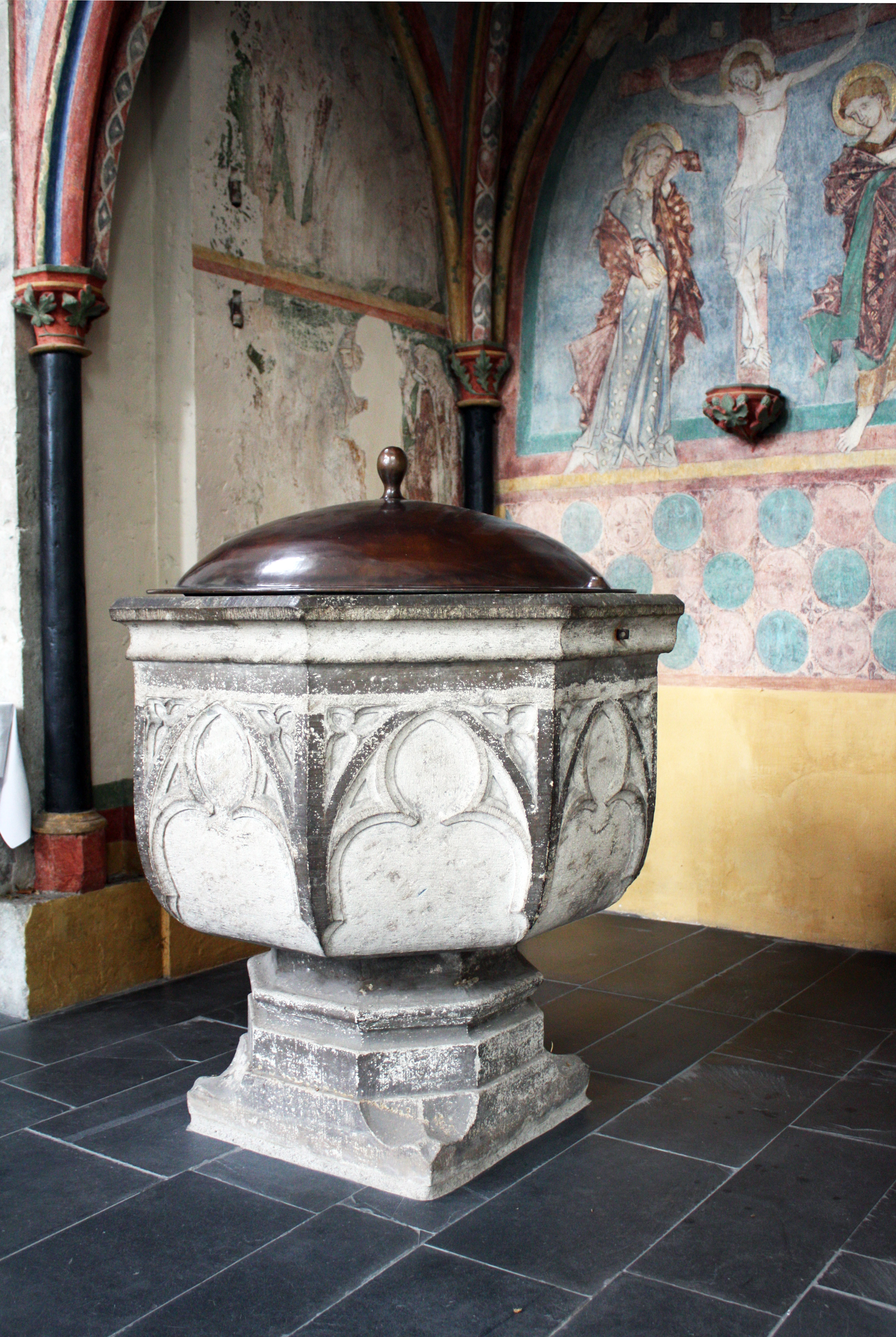
Taufbrunnen
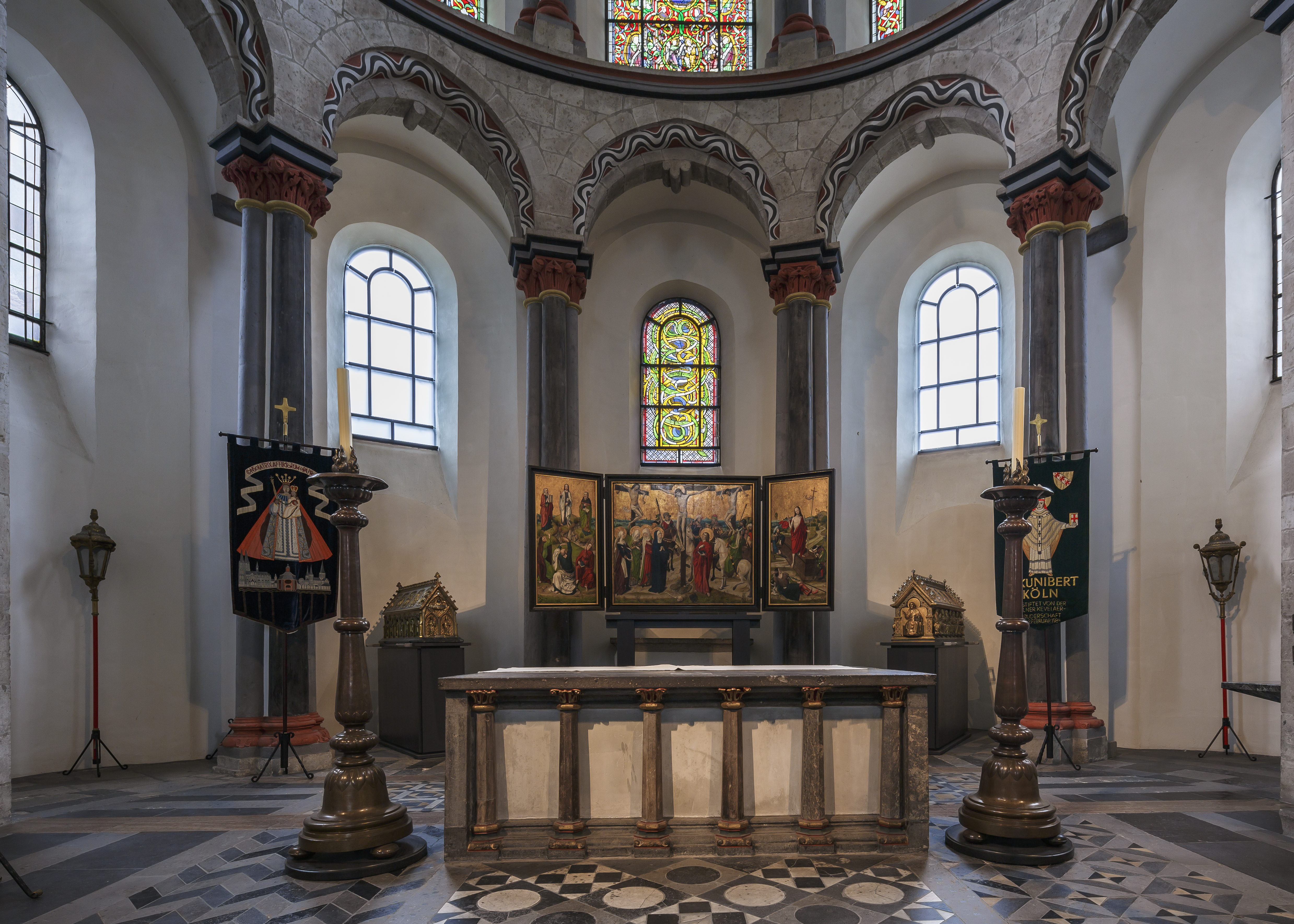
Altarretabel
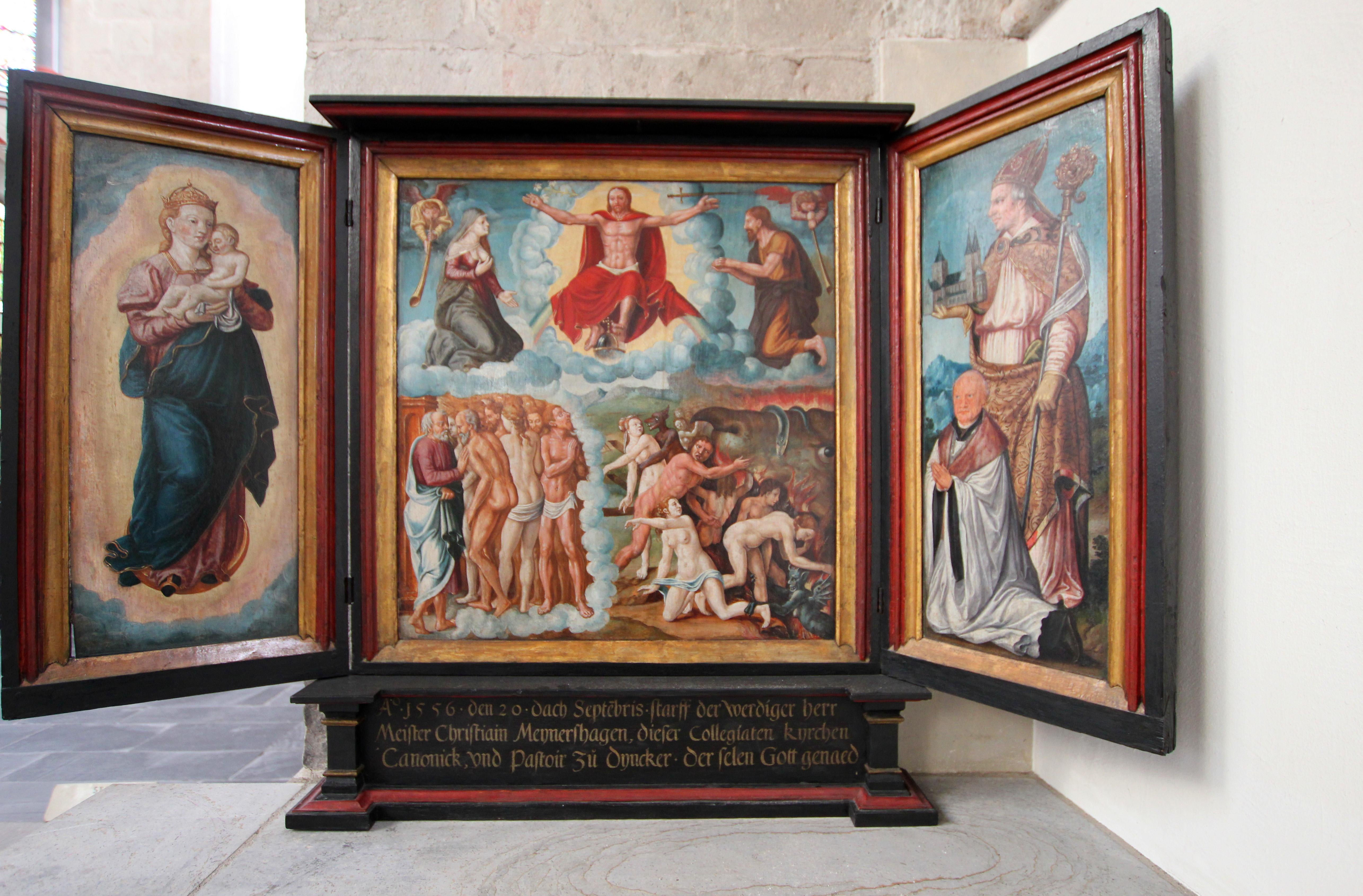
Triptychon
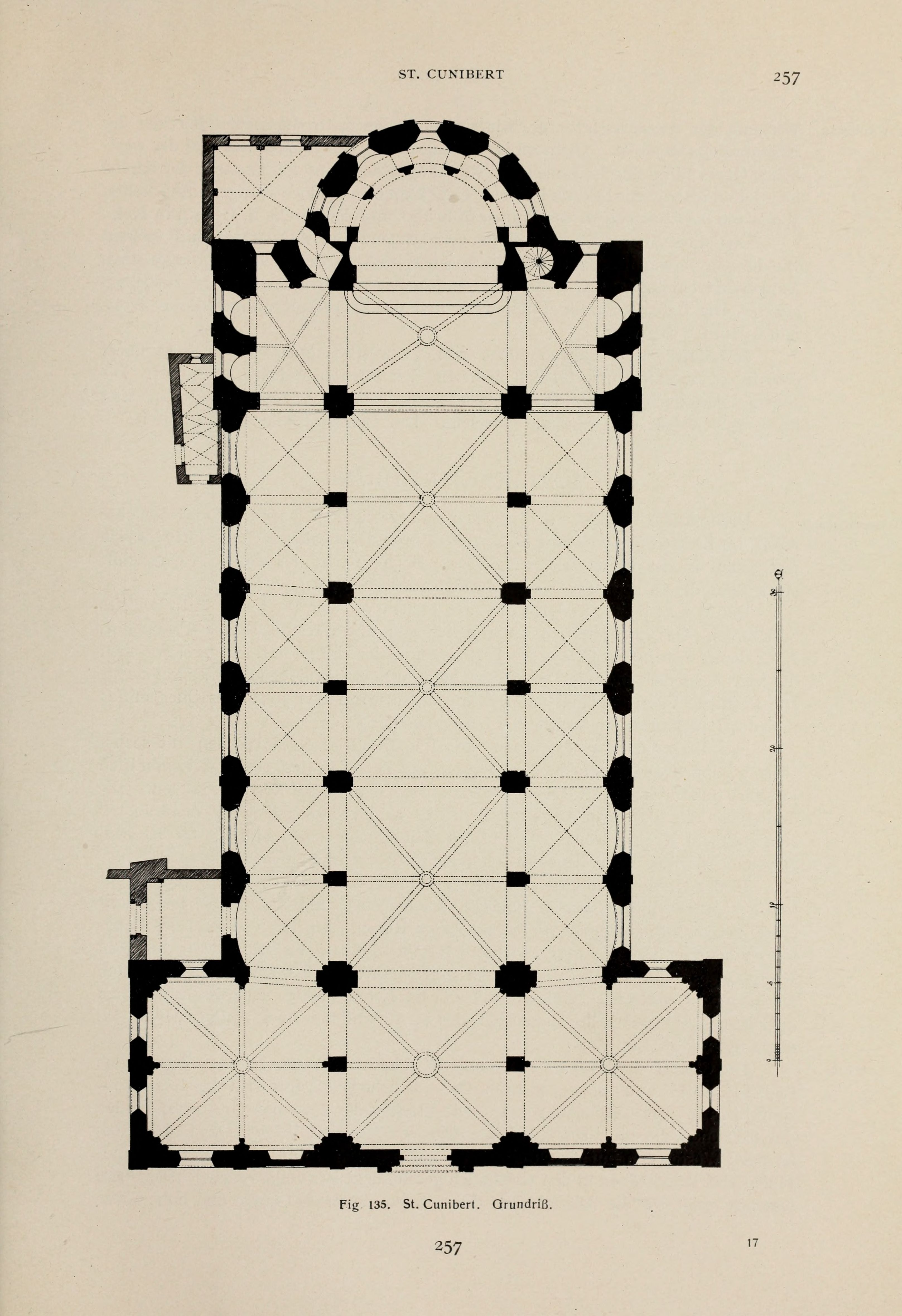
Grundriss der Kirche
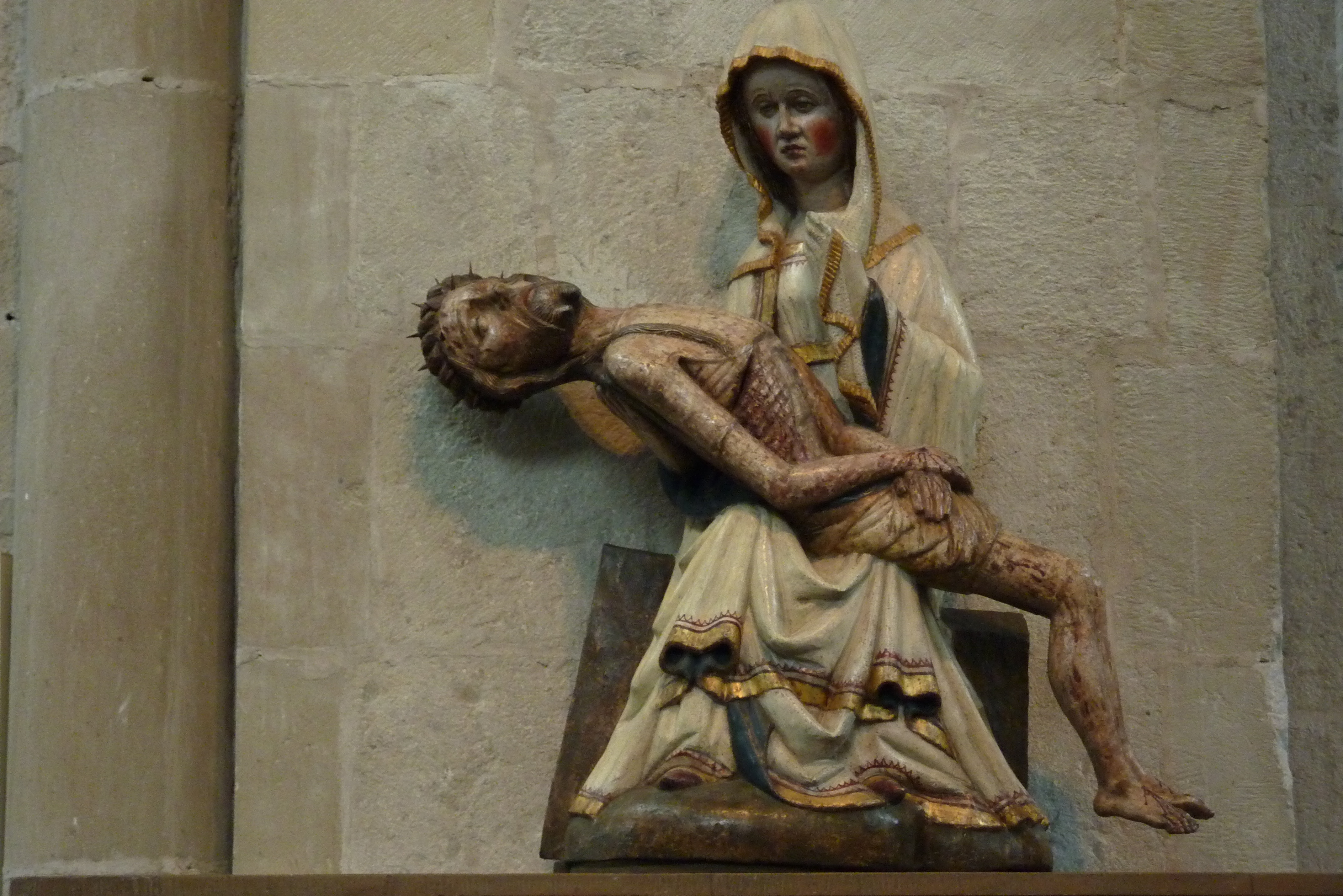
Pieta
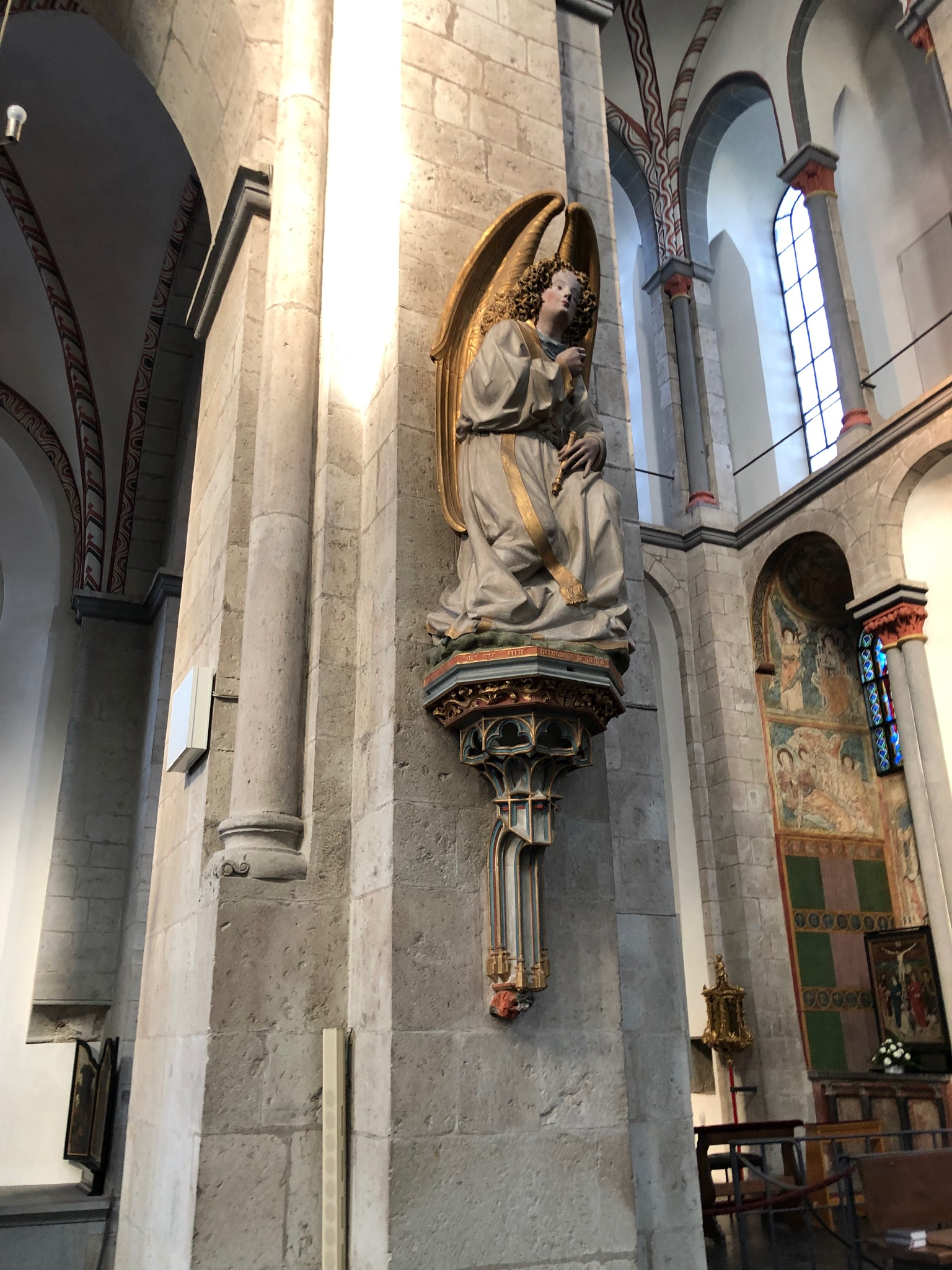
Engel der Verkündigungsgruppe
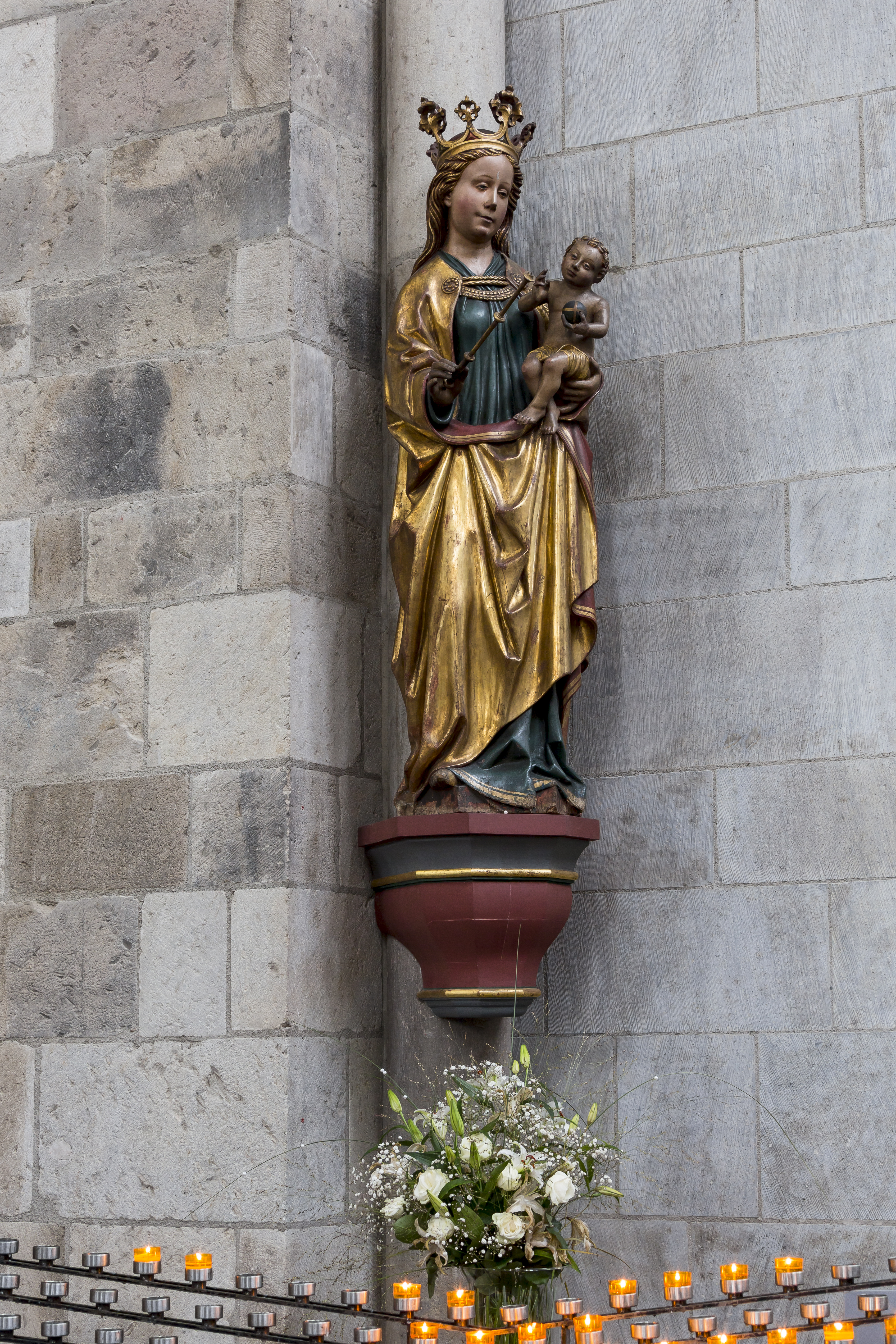
Madonna mit Kind
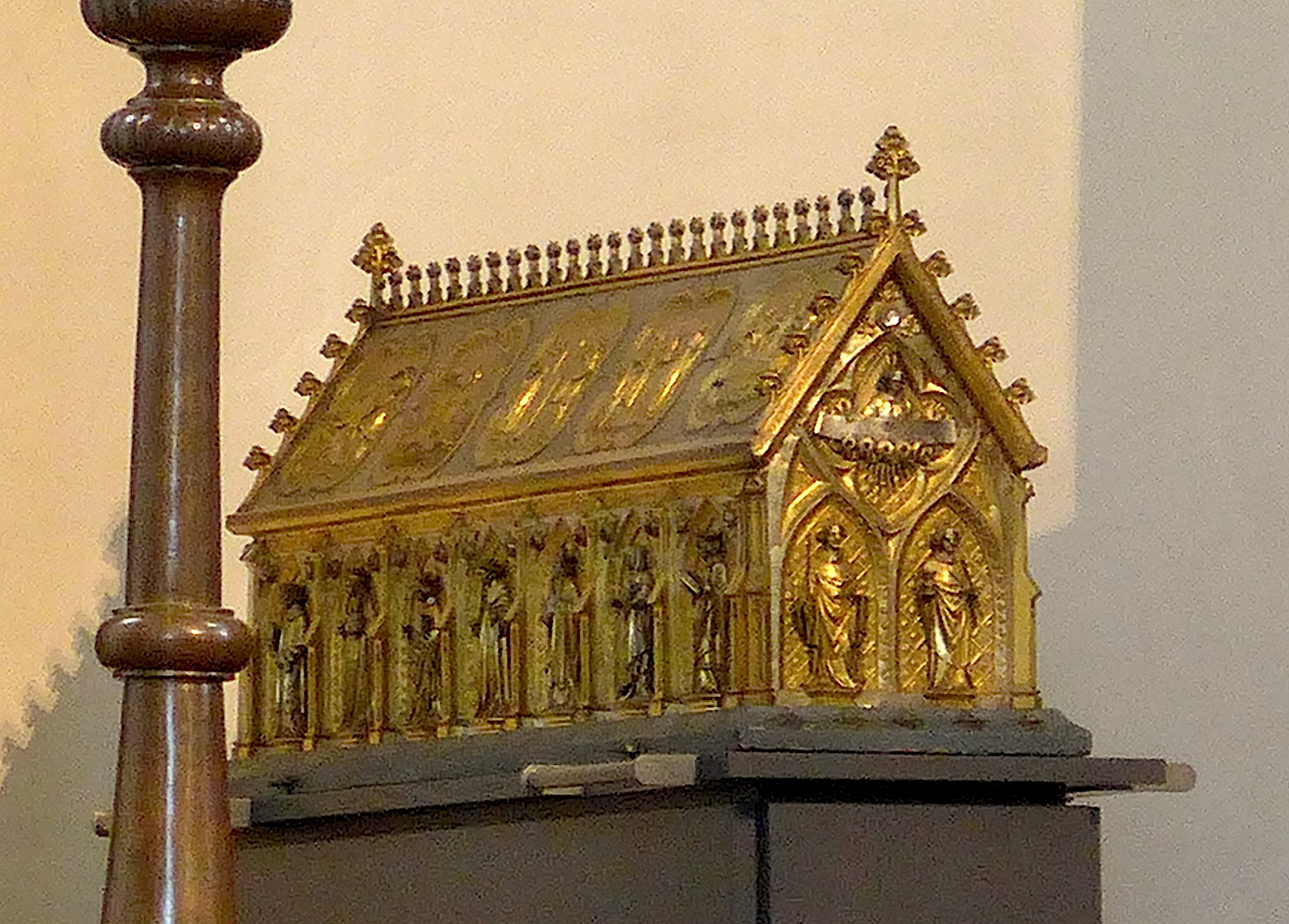
Reliquienschrein

## Der Kunibertspütz
Im Chorraum ist eine 1955 von Elmar Hillebrand gestaltete Bodenplatte eingelassen, die auf die Krypta und den Kunibertspütz (Brunnenschacht) verweist. Der Legende nach befinde sich auf seinem Grund eine Art Paradies, in dem Kinder spielten und von der Jungfrau Maria mit Brei gefüttert wurden. Nach Ansicht der Kölner wurden die Kinder also nicht vom Storch gebracht, sondern entsprangen dem Kunibertspütz. Bis ins 19. Jahrhundert hielt sich der Brauch, dass Frauen mit nicht erfülltem Kinderwunsch Wasser aus diesem Brunnen tranken.

## Kuhn-Orgel

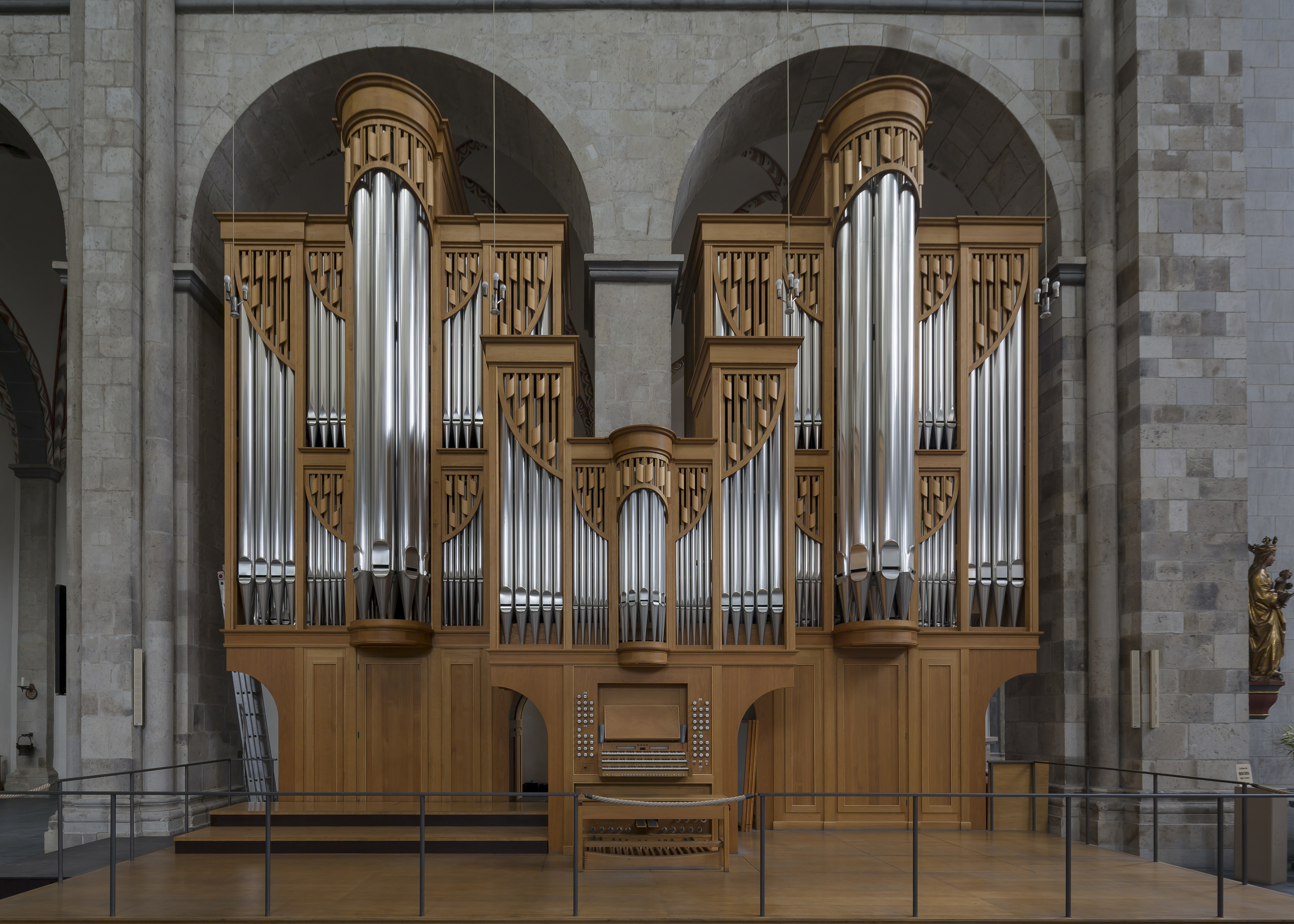
Frontansicht der Kuhn-Orgel

Die Orgel von St. Kunibert wurde 1993 durch die Schweizer Firma Orgelbau Kuhn geschaffen. Anders, als dies bei einer großen romanischen Kirche mit Blick auf eine ideale klangliche Beherrschung des Kirchenraumes zu erwarten wäre, steht sie nicht auf einer Empore im Westwerk der Kirche, sondern in den beiden letzten südlichen Langhausarkaden. An dieser Stelle hatte sich, wenn auch erhöht, an der Wand des Langhauses, bereits eine spätmittelalterliche Schwalbennestorgel befunden. Der (Neu-)Bau einer Empore im Westwerk als Standort für die neue Orgel kam 1993 deshalb nicht in Betracht, weil das erst in jenem Jahr vollständig wiederhergestellte Westwerk andernfalls an Wirkung eingebüßt hätte.
Das Orgelwerk steht weitgehend in der Arkadenflucht; allein das vergleichsweise kleine Positiv ragt aus der Arkadenflucht heraus. Durch diese Positionierung ist die Sicht durch das Langhaus der Kirche weitgehend frei und offen. Das Klangbild der Orgel lehnt sich an den romantisch-sinfonischen Stil französischer Prägung an. Ihre Klangsprache steht damit in bewusstem Gegensatz zum Klangbild vieler neuerer Orgeln im Kölner Raum, die durch die Orgelbewegung geprägt erscheinen. Das Instrument hat 43 Register auf drei Manualwerken und Pedal.
| I Grand-Orgue C–a3 |                    |     |
| 01.                | Montre             | 16′ |
| 02.                | Montre             | 08′ |
| 03.                | Flûte harmonique 0 | 08′ |
| 04.                | Gambe              | 08′ |
| 05.                | Bourdon            | 08′ |
| 06.                | Prestant           | 04′ |
| 07.                | Doublette          | 02′ |
| 08.                | Fourniture V       | 02′ |
| 09.                | Cornet V           | 08′ |
| 10.                | Trompette          | 08′ |
| 11.                | Clairon            | 04′ |

| II Positif C–a3 |                    |         |
| 12.             | Bourdon            | 16′     |
| 13.             | Montre             | 08′     |
| 14.             | Salicional         | 08′     |
| 15.             | Bourdon            | 08′     |
| 16.             | Prestant           | 04′     |
| 17.             | Flûte douce        | 04′     |
| 18.             | Nazard             | 02 ⁄3′  |
| 19.             | Quarte de nazard 0 | 02′     |
| 20.             | Tierce             | 01 3⁄5′ |
| 21.             | Plein-Jeu IV       | 01 ⁄3′  |
| 22.             | Cromorne           | 08′     |
|                 | Tremblant          |         |

| III Récit C–a3 |                        |        |
| 23.            | Flûte traversière      | 08′    |
| 24.            | Cor de nuit            | 08′    |
| 25.            | Viole de Gambe         | 08′    |
| 26.            | Voix céleste           | 08′    |
| 27.            | Flûte octaviante       | 04′    |
| 28.            | Viole                  | 04′    |
| 29.            | Quinte                 | 02 ⁄3′ |
| 30.            | Octavin                | 02′    |
| 31.            | Basson                 | 16′    |
| 32.            | Trompette harmonique 0 | 08′    |
| 33.            | Hautbois               | 08′    |
| 34.            | Voix humaine           | 08′    |
| 35.            | Clairon harmonique     | 04′    |
|                | Tremblant              |        |

| Pédale C–f1 |             |     |
| 36.         | Soubasse 0  | 32′ |
| 37.         | Montre      | 16′ |
| 38.         | Soubasse    | 16′ |
| 39.         | Flûte       | 08′ |
| 40.         | Violoncelle | 08′ |
| 41.         | Flûte       | 04′ |
| 42.         | Bombarde    | 16′ |
| 43.         | Trompette   | 08′ |

- Koppeln:
  - Normalkoppeln: II/I, III/I, III/II, I/P, II/P, III/P.
  - Suboktavkoppel: III/I.

## Glocken

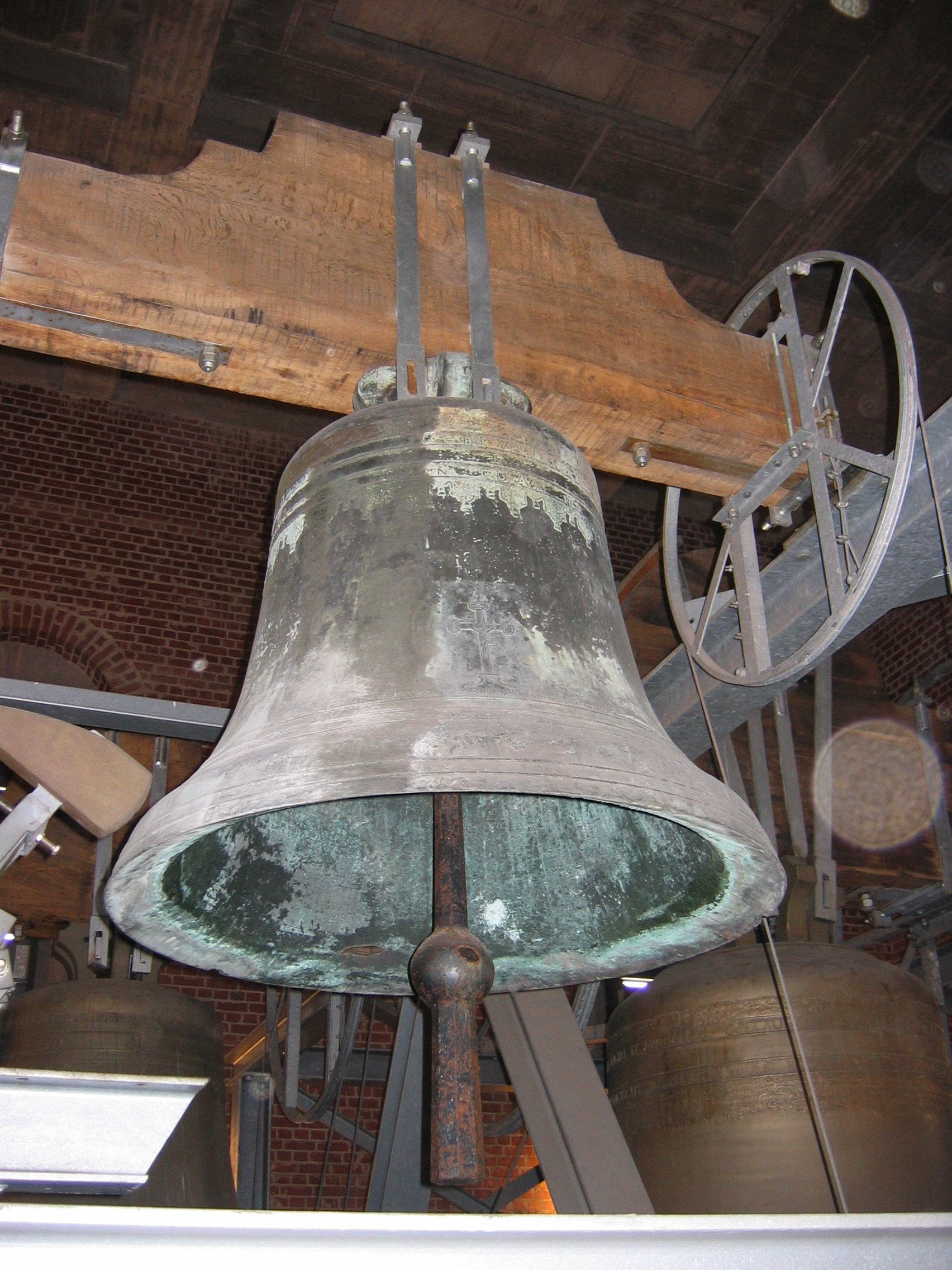
Die Clemensglocke von 1773 hat beide Weltkriege überdauert.

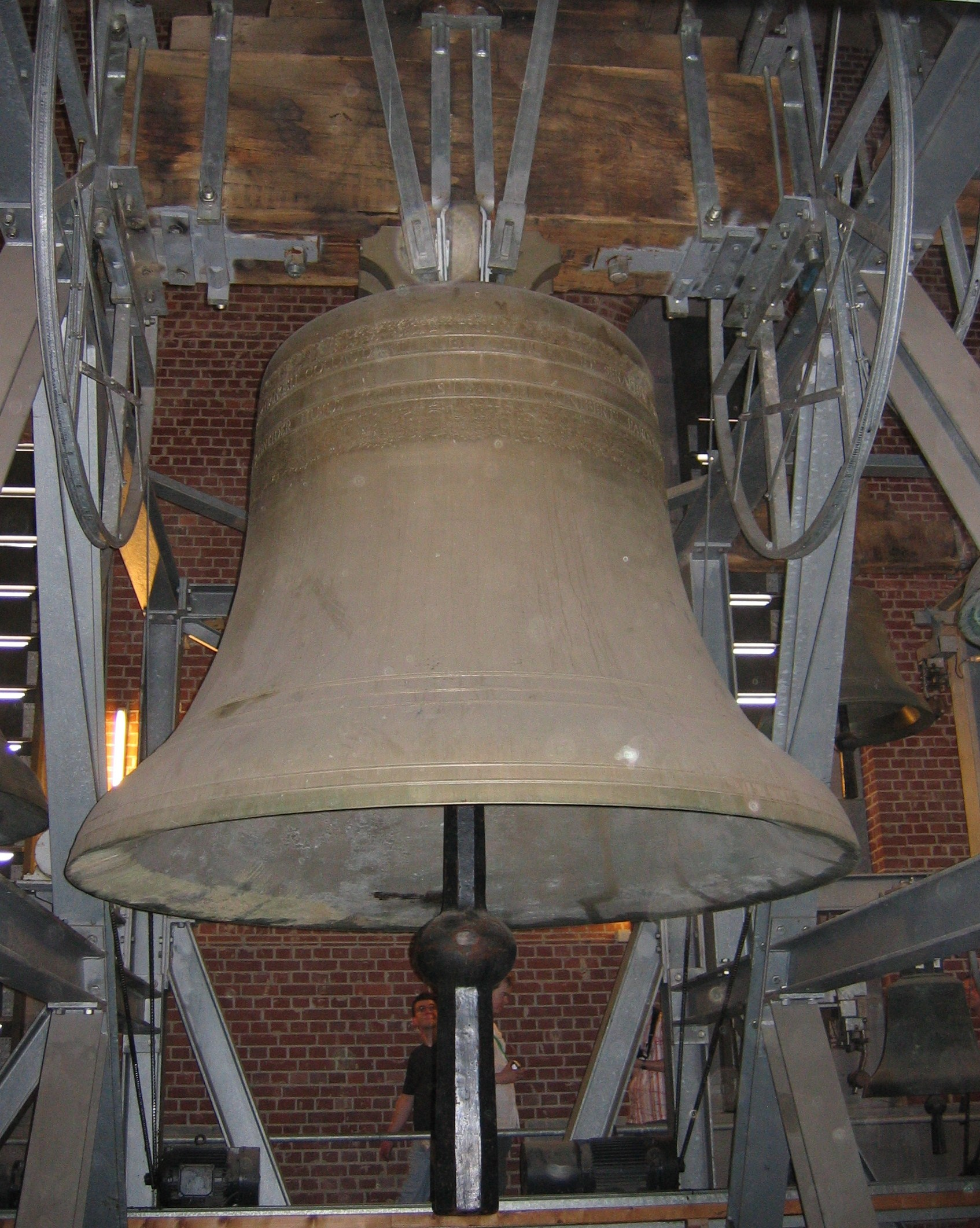
Der Bourdon von 1990 ist nach der Petersglocke und der Pretiosa des Domes die drittgrößte Glocke von Köln.

St. Kunibert verfügt über einen Glockenbestand von 24 Glocken. Zehn Glocken bilden das liturgische Geläut, wobei sich die acht größeren im Westturm und die beiden kleineren im Dachreiter auf dem südlichen Flügel des Westquerhauses befinden. Die übrigen 14 Glocken dienen als Zimbelspiel, Carillon. Nach den Domglocken ist dieses Geläut das größte der Stadt.
Bis zum Zweiten Weltkrieg verfügte St. Kunibert über zwei getrennt genutzte Geläute. Das größere im Westturm wurde ausschließlich vom Kapitel genutzt. Nach dessen Aufhebung ging es in die Verwendung der Pfarrgemeinde über. Es bestand aus drei 1773 von Martin Legros gegossenen Glocken hl. Kunibert, hl. Clemens und hll. Ewalde in c′–e′–g′ (Chorton a′ = 456 Hz). Vor dem Einsturz des Westturmes wurden die Glocken wegen mangelhafter Wartung abgenommen und entgingen so der Zerstörung. Im Zweiten Weltkrieg überstanden die beiden größeren Glocken den Absturz unbeschadet.
Das kleinere Geläut, Kirspelgeläut (Kirchspielgeläut), aus dem Jahre 1453 hing im Dachreiter und wurde von der Pfarrgemeinde genutzt, deren Hauptaltar sich darunter, im südlichen Flügel des Westriegels befand. Die kleinere Kirspelglocke, nach dem hl. Clemens benannt, gelangte 1840 nach St. Gregor im Elend, wo sie im Zweiten Weltkrieg vernichtet wurde. Die Zimbel genannte Glocke von 1422 diente als Uhrglocke und war auf der Nordseite des großen Turmhelmes angebracht. Sie überstand die Zerstörungen des Zweiten Weltkrieges zusammen mit der größeren Kirspelglocke; beide Glocken waren zu diesem Zeitpunkt im Keller abgestellt.
1958 kamen zwei Glocken, hl. Jakob und hl. Cordula, zur Ergänzung der beiden Glocken Kirspel und Zimbel hinzu; letztere wurde hierfür zur Läuteglocke umfunktioniert. 1990 erfolgte im Rahmen der Wiederherstellung des Westbaus eine Neukonzeption des Geläuts unter behutsamer Integration des historischen Glockenbestandes. Die verlorengegangene Ewaldiglocke wurde rekonstruiert und es gelangten außerdem zwei größere Festglocken Engelglocke und Marienglocke sowie die Aveglocke auf den Turm.
Die Glocken Kirspel (ehemalige größere Kirspelglocke) und Zimbel (ehemalige Uhrglocke) kamen in Anlehnung an das alte Pfarrgeläut in den neu errichteten Dachreiter. Die alte Funktion der Zimbelglocke ist im neuen Zimbelspiel aufgegangen. Neben den 14 dafür angefertigten Glocken wurden auch die sieben nächstgrößeren Glocken des liturgischen Geläuts mit Schlaghämmern als Erweiterung des Zimbelspiels sowie für den Uhrschlag und das Angelusläuten ausgestattet.
Täglich um 7, 12 und 19 Uhr wird der Engel des Herrn mit der Marienglocke geläutet (dreimal drei Schläge), danach folgt das Gebetsläuten mit der Aveglocke. Sonn- und Festtage werden an deren Vorabend nach dem Angelusläuten eingeläutet. Die Läuteordnung sieht verschiedene Glockenkombinationen für die einzelnen Zeiten und Anlässe im Kirchenjahr vor. Der große Bourdon läutet nur an den höchsten Festtagen und zu besonderen Anlässen (Weihnachten, Erscheinung des Herrn, Gründonnerstag, Ostersonntag, Pfingstsonntag, Fronleichnam, Kirchweih, Allerheiligen, Kunibertstag und zum Jahreswechsel) sowie beim Tod des Papstes, des Kölner Erzbischofes oder eines Pfarrgeistlichen.
Disposition von 1925:
| Nr. | Name, Widmung                              | Gussjahr | Gießer, Gussort             | Durchmesser ≈ | Masse ≈   | Schlagton (a′=435 Hz) |
| --- | ------------------------------------------ | -------- | --------------------------- | ------------- | --------- | --------------------- |
| 1   | Bourdon, Pummerin                          | 1889     | Paccard, Annecy             | 2622 mm       | 16.500 kg | D° +4⁄16              |
| 2   | Marienglocke                               | 1893     | Paccard, Annecy             | 1986 mm       | 3420 kg   | B° -3⁄16              |
| 3   | Kunibert, Dreifaltigkeit, Maria, hl. Kreuz | 1773     | Martin Legros, Köln         | 1540 mm       | 2290 kg   | des¹ -3⁄16            |
| 4   | Clemens, Dreifaltigkeit                    | 1773     | Martin Legros, Köln         | 1210 mm       | 1130 kg   | f¹ -5⁄16              |
| 5   | Ewalde, Dreifaltigkeit                     | 1773     | Martin Legros, Köln         | 1050 mm       | 0650 kg   | as¹                   |
| 6   | Kirspel, Kunibert                          | 1453     | Sifart Duisterwalt, Köln    | 0682 mm       | 0230 kg   | e² -5⁄16              |
| 7   | Zimbel (ehem. Uhrglocke)                   | 1422     | Christian Duisterwald, Köln | 0546 mm       | 0100 kg   | g² -4⁄16              |

Disposition von 1990:
| Nr. | Name, Widmung                              | Gussjahr | Gießer, Gussort                           | Durchmesser ≈ | Masse ≈ | Schlagton0 (a′=435 Hz) |
| --- | ------------------------------------------ | -------- | ----------------------------------------- | ------------- | ------- | ---------------------- |
| 1   | Bourdon, Engelglocke                       | 1990     | André Lehr / Koninklijke Eijsbouts, Asten | 2470 mm       | 9380 kg | F° -3⁄16               |
| 2   | Trösterin, Marienglocke                    | 1990     | A. Lehr / Koninklijke Eijsbouts, Asten    | 1840 mm       | 3880 kg | B° -3⁄16               |
| 3   | Kunibert, Dreifaltigkeit, Maria, hl. Kreuz | 1773     | Martin Legros, Köln                       | 1540 mm       | 2290 kg | des¹ -3⁄16             |
| 4   | Clemens, Dreifaltigkeit                    | 1773     | Martin Legros, Köln                       | 1210 mm       | 1130 kg | f¹ -5⁄16               |
| 5   | Ewalde, Dreifaltigkeit                     | 1990     | A. Lehr / Koninklijke Eijsbouts, Asten    | 1000 mm       | 625 kg  | as¹ -3⁄16              |
| 6   | Aveglocke, Bruno                           | 1990     | A. Lehr / Koninklijke Eijsbouts, Asten    | 890 mm        | 440 kg  | b¹ -4⁄16               |
| 7   | Jakob                                      | 1958     | Petit & Gebr. Edelbrock, Gescher          | 770 mm        | 280 kg  | c² -5⁄16               |
| 8   | Cordula                                    | 1958     | Petit & Gebr. Edelbrock, Gescher          | 675 mm        | 180 kg  | d² -6⁄16               |
| 9   | Kirspel, Kunibert                          | 1453     | Sifart Duisterwalt, Köln                  | 682 mm        | 230 kg  | e² -5⁄16               |
| 10  | Zimbel (ehem. Uhrglocke)                   | 1422     | Christian Duisterwalt, Köln               | 546 mm        | 100 kg  | g² -4⁄16               |